# Dixeia
Dixeia is een geslacht in de orde van de Lepidoptera (vlinders) familie van de Pieridae (Witjes).
Dixeia werd in 1932 beschreven door Talbot.

## Soorten
Dixeia omvat de volgende soorten:
- D. abyssinibia Strand, 1911
- D. astarte Butler, 1900
- D. capricornus (Christopher Ward, 1871)
- D. cebron (Ward, 1871)
- D. charina (Boisduval, 1836)
- D. dixeyi (Neave, 1904)
- D. doxo (Godart, 1819)
- D. elia Strand, 1911
- D. helena Grose-Smith, 1898
- D. leucophanes Vári, 1976
- D. narena Grose-Smith, 1898
- D. orbona (Geyer, 1837)
- D. pigea (Boisduval, 1836)
- D. piscicollis Pinhey, 1972
- D. rubrobasalis Lanz, 1896
- D. saalmuelleri (Aurivillius, 1898)
- D. spilleri (Spiller, 1884)
- D. venata (Joicey & Talbot, 1916)
- D. wagneri Suffert, 1904